# Eli Cranor
Eli Cranor (* 15. Januar 1988 in Forrest City) ist ein US-amerikanischer Schriftsteller und Journalist.

## Leben und Werk
Cranor wuchs als Kind eines Lehrer-Ehepaars in Russellville, Arkansas auf. Bevor er zum Schreiben kam, war er Footballspieler in der Profi-Liga auf der Position des Quarterbacks, später trainierte er das Football-Team einer Highschool.
2017 wurde seine Kurzgeschichte Don't Know Tough mit dem Robert Watson Literary Prize der Greensboro Review ausgezeichnet. Auf Basis dieser Erzählung verfasste er seinen ersten Roman, Don't Know Tough (dt.: Bis aufs Blut), der 2023 mit dem Edgar Allan Poe Award als bestes Debüt ausgezeichnet wurde. Sein zweiter Roman, Ozark Dogs, war u. a. auf den Thriller-Bestenlisten des Jahres 2023 der New York Times und des Guardian.
Cranor lebt mit seiner Frau und seinen Kindern in Arkansas und ist derzeit „Writer in Residence“ der Arkansas Tech University.

## Werke

### Romane
- 2022: Don't Know Tough, New York: Soho Press, ISBN 978-1-64129-345-7
  - Bis aufs Blut, übersetzt von Cornelius Hartz, Zürich/Hamburg: Atrium, 2024, ISBN 978-3-85535-179-4
- 2023: Ozark Dogs, New York: Soho Press, ISBN 978-1-64129-568-0
  - Ozark Dogs, übersetzt von Cornelius Hartz, Zürich/Hamburg: Atrium, 2025, ISBN 978-3-85535-184-8
- 2024: Broiler, New York: Soho Press, ISBN 978-1-64129-590-1

### Jugendbücher
- 2020: Books Make Brainz Taste Bad, Maple Shade: Bare Bones Books, ISBN 978-1-7353221-0-0

## Auszeichnungen
- 2017: Gewinner, Robert Watson Literary Prize
- 2020: Gewinner, Peter Lovesey First Crime Novel Contest
- 2023: Bestes Debüt, Edgar Allan Poe Award